# はこだてビール
はこだてビールとは、北海道函館市大手町の株式会社マルカツ興産が製造・販売している地ビール（ビール）のブランド名である。

## 概要
100万ドルの夜景で有名な函館山の地下水を麓から組み上げて醸造水として使用し、副原料を使用せず造ったこだわりのビール。

## 主な製品
社長のよく飲むビール（ストロングエール）
　度数10%の深いコクと味わい
五稜郭の星（ヴァイツェン）50%以上の小麦麦芽を使用した細かい泡立ちと、白い濁り、フルーティーな香りが特徴
明治館（アルト）濃色麦芽を使用した、赤銅色と深みのある味わいと、独特の苦みが特徴
北の一歩（エール）濃色でふくよかな甘さとコクが特徴
北の夜景（ケルシュ）キレと苦みが特徴

## 特徴
- 観光都市函館の観光スポットに造られたレストラン併設のブルワリーであり、醸造タンクを眺めながビールを飲むことができる。
- 近くにはこだて明治館、函館西波止場、はこだて西波止場美術館等多くの観光施設がある。

## 沿革
- 1996年：免許所得、レストラン営業開始
- 2000年：ジャパンビアグランプリ銀賞受賞
- 2001年：日本地ビール協会の品質安定保証マーク「UQアワード」を取得

## 所在地
〒040-0064 北海道函館市大手町5-22　明治館通り

## 交通
- JR北海道函館駅から徒歩７分
- 函館空港より車で約20分
- 市電魚市場通りより徒歩1分